# De Renert Walferdange
Dernière mise à jour : 28 février 2013.
Le De Renert Walferdange est un club de rugby du Luxembourg, basé dans la commune de Walferdange, au nord de la ville de Luxembourg.
Après avoir joué 27 ans dans la ligue belge, les seniors du RCW passent dans la ligue allemande à partir de la saison 2018-2019.
Les Renardes jouent actuellement dans la 2e division du championnat de Belgique.

## Palmarès Seniors
- Champion en Regionalliga NRW Rheinland-pfalz/Luxembourg en 2019
- Champion de 3e division en 2003
- Champion de 4e division en 1991
- Vainqueur de la Coupe de l'Effort en 1992